# Складчастість брилова
Складчастість брилова (рос. складчатость глыбовая, англ. block folding; нім. Schollenfaltung f) – підняття та прогини сундучної (скринеподібної) форми в осадовому чохлі шириною в км, або в перші десятки км, пов’язані між собою флексурами або скидами. В останньому випадку С.б. переходить в сукупність горстів та ґрабенів. Розповсюджена г.ч. по периферії складчастих поясів. Виникає в результаті диференційованих вертикальних рухів блоків консолідованої кори.

## Різновиди складчастості
| - Атектонічна складчастість - Складчастість платформна - Складчастість течії - Складчастість діапірова - Складчастість постумна - Складчастість гравітаційна - Складчастість брилова - Складчастість голоморфна - Складчастість ідіоморфна - Складчастість дисгармонійна - Складчастість нагнітання - Кулісоподібна складчастість | - Складчастість куполоподібна - Складчастість успадкована - Складчастість конседиментаційна - Кулісоподібна складчастість - Складчастість паралельна - Складчастість накладена - Складчастість головна - Складчастість поперечна - Складчастість проміжна - Складчастість консеквентна - Складчастість бокового тиску |